# Heteromysis spottei
Heteromysis spottei är en kräftdjursart som beskrevs av Price och Heard 2000. Heteromysis spottei ingår i släktet Heteromysis och familjen Mysidae. Inga underarter finns listade i Catalogue of Life.